# 特列奧爾曼縣
特列奧爾曼縣是羅馬尼亞南部的一個縣。南以多瑙河界保加利亞。面積5,792平方公里，人口436,025（2002年）。首府。
下設3市、2镇、92鄉。